# Móbile (álbum)
Móbile é o quinto álbum da carreira solo do músico brasileiro Paulinho Moska. Produzido por Marcos Suzano e Celso Fonseca, o disco foi lançado em 1999, com o selo EMI-Odeon.

## Faixas
| #  | Faixa                             | Composição                    | Duração |
| -- | --------------------------------- | ----------------------------- | ------- |
| 1  | Um móbile no furacão              | Paulinho Moska                |         |
| 2  | Onde anda a onda                  | Paulinho Moska                |         |
| 3  | País tropical                     | Jorge Ben                     |         |
| 4  | Tudo é possível                   | Paulinho Moska                |         |
| 5  | Sem dizer adeus                   | Paulinho Moska                |         |
| 6  | Castelos de areia                 | Paulinho Moska, Jorge Mautner |         |
| 7  | Cedo ou tarde                     | Paulinho Moska                |         |
| 8  | Por acaso em Osaka                | Paulinho Moska                |         |
| 9  | A moeda de um lado só             | Paulinho Moska                |         |
| 10 | Ímã                               | Paulinho Moska                |         |
| 11 | Debaixo do sol (Morrendo de frio) | Paulinho Moska                |         |
| 12 | O mundo                           | André Abujamra                |         |
| 13 | Retalhos de cetim                 | Benito di Paula               |         |